# Golegã
Golegã is een plaats en gemeente in het Portugese district Santarém.
De gemeente heeft een totale oppervlakte van 76 km² en telde 5710 inwoners in 2001.

## Paarden
Golegã wordt ook wel gezien als paardenhoofdstad van het land. In november zijn er festivals die volledig gewijd zijn aan de paarden, met name de Lusitano.

## Geboren
- José Relvas (1858), politicus
- Manuel Bento (1948), voetballer